# Piesienice (przystanek kolejowy)
Piesienice – przystanek kolejowy w Piesienicy w powiecie starogardzkim, położony na północ od wsi.

## Ruch pasażerski
| Rok  | Wymiana pasażerska na dobę |
| ---- | -------------------------- |
| 2017 | 50-99                      |
| 2022 | 50-99                      |

## Historia
Kolej dotarła do Piesienicy w 1873 roku. 14 listopada 1939 polska grupa partyzancka spowodowała w pobliżu stacji Piesienica zderzenie pociągu osobowego z transportem niemieckich lotników, skutkiem czego zniszczono kilka wagonów, zginęło 5 żołnierzy, a 39 zostało rannych, o czym informuje znajdująca się przy stacji tablica (pomnik), ufundowana przez kolejarzy na cześć partyzantów.

## Pociągi
Przez Piesienice kursują pociągi relacji Tczew-Chojnice.

### Dworzec
Dworzec jest wielobryłowy, część jest zbudowana z cegły, a część z muru pruskiego.

### Perony
Perony są niezadaszone, nawierzchnie pokryte są płytami chodnikowymi.